# Spräcklig strandlöpare
Spräcklig strandlöpare (Bembidion obliquum) är en skalbaggsart som beskrevs av Sturm 1825. Spräcklig strandlöpare ingår i släktet Bembidion, och familjen jordlöpare. Arten är reproducerande i Sverige.